# Borovice halepská
Borovice halepská (Pinus halepensis) je jehličnatý strom z čeledi borovicovitých a asi nejběžnější borovice, se kterou se lze setkat v oblasti Středomoří. Jeho název je odvozen od města Aleppo v Sýrii.

## Popis
Borovice halepská je poměrně vzrůstný, až 20 metrů vysoký strom se silným, často větrem pokrouceným kmenem a širokou nepravidelnou korunou. Kůra je u mladých stromů a na letorostech hladká a stříbřitě šedá, s přibývajícím věkem rozpukává a zbarví se do šedohnědého či rudohnědého odstínu. Jehlice rostou na kratičkých brachyblastech ve svazečcích po dvou; jsou jasně světle zelené či šedozelené, velmi jemné, měkké a zhruba 6 až 10 centimetrů dlouhé, často rozložené až na koncích větévek. Pupeny jsou bez pryskyřice. Šišky bývají 5 až 12 centimetrů dlouhé, úzce válcovité, červenohnědé či žlutohnědé, o průměru asi 4 centimetry. Vyrůstají na výrazných, dolů sehnutých, 1–2 cm dlouhých stopkách, což je rys, podle něhož lze tuto borovici snadno rozeznat. Dozrávají druhým rokem, třetího roku se rozevírají a uvolňují mnoho okřídlených semen, která roznáší vítr; na stromě však zůstávají viset ještě několik dalších let a postupně šednou.

## Ekologie a rozšíření
Velmi dobře snáší sucho a ve vhodném podnebí roste ve všech půdách, nejlépe vápenitých. Na půdní podmínky je velmi nenáročná, dokáže růst i na vyprahlých skalách a krasových terénech včetně téměř aridních oblastí s ročním úhrnem srážek kolem 300 mm.
Roste přirozeně ve Středomoří, zejména v jihovýchodním Španělsku, severním Maroku a Alžírsku, v jižní Francii, v Dalmácii, v Řecku a v Izraeli. Lesnicky introdukována byla jako užitková dřevina do mnoha klimaticky odpovídajících zemí světa; v Austrálii se stala nepříjemným invazním druhem.
Pro pěstování v českých podmínkách není mrazuvzdorná.

## Využití
Dřevo borovice halepské je pouze průměrné kvality. Lesnicky se využívá k zalesňování náročných a suchých stanovišť. Třísloviny z kůry se využívaly v koželužství. Široké uplatnění měla pryskyřice, ať už k impregnaci lodí, či výrobě terpentýnu; dodnes se přidává do řeckého bílého vína zvaného retsina.

## Taxonomie
Blízce příbuznými druhy jsou borovice kanárská (Pinus canariensis), jež je endemitem ostrova Tenerife, a také borovice kalábrijská (Pinus brutia), rostoucí ve východním Středomoří, která bývá někdy považována i za její poddruh (pak jako Pinus halepensis subsp. brutia). Od borovice halepské se liší delšími, tuhými, tmavě zelenými jehlicemi a šiškami bez stopek; oba druhy se v místě překryvu areálů kříží.

## Galerie

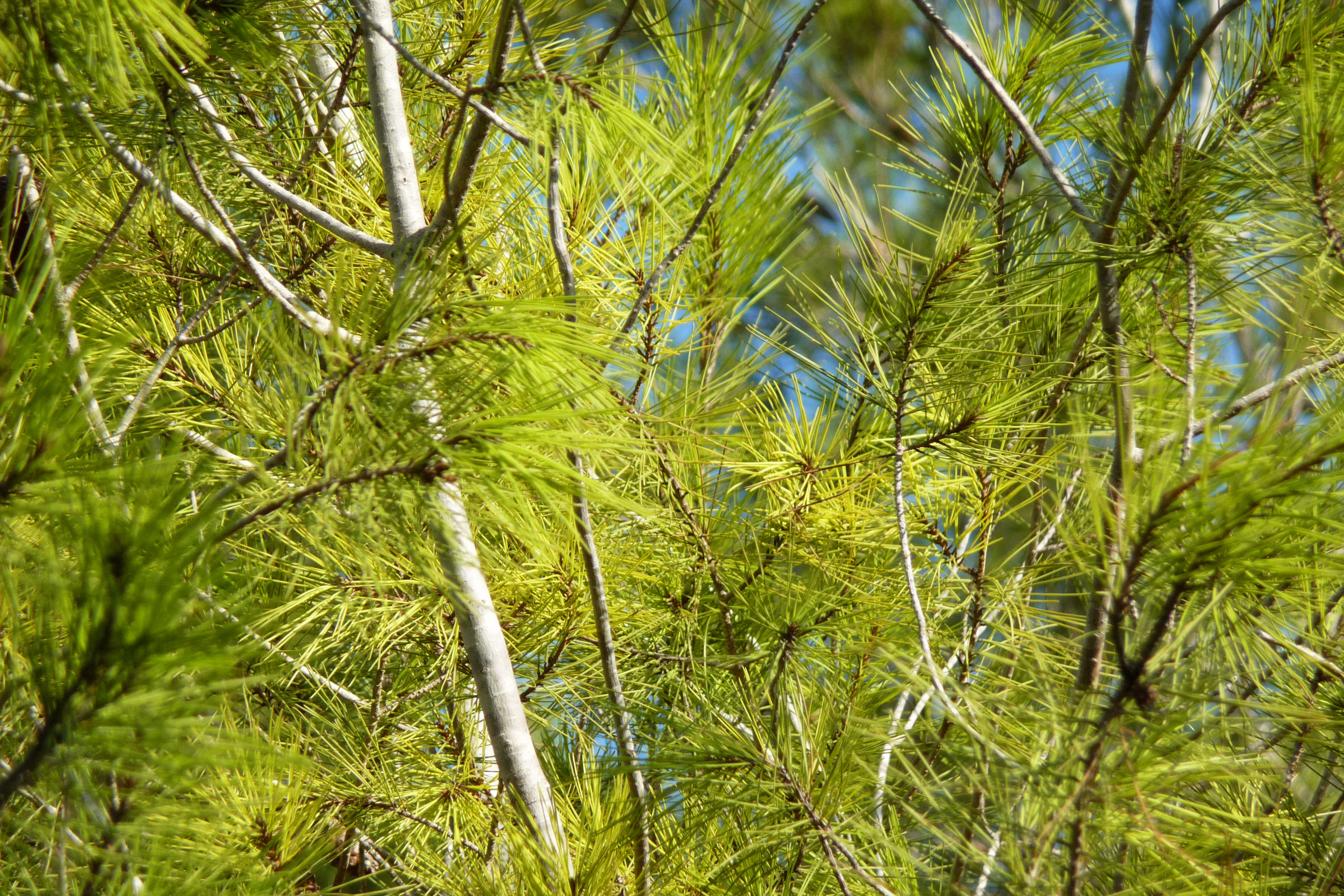
Jehlice a letorosty
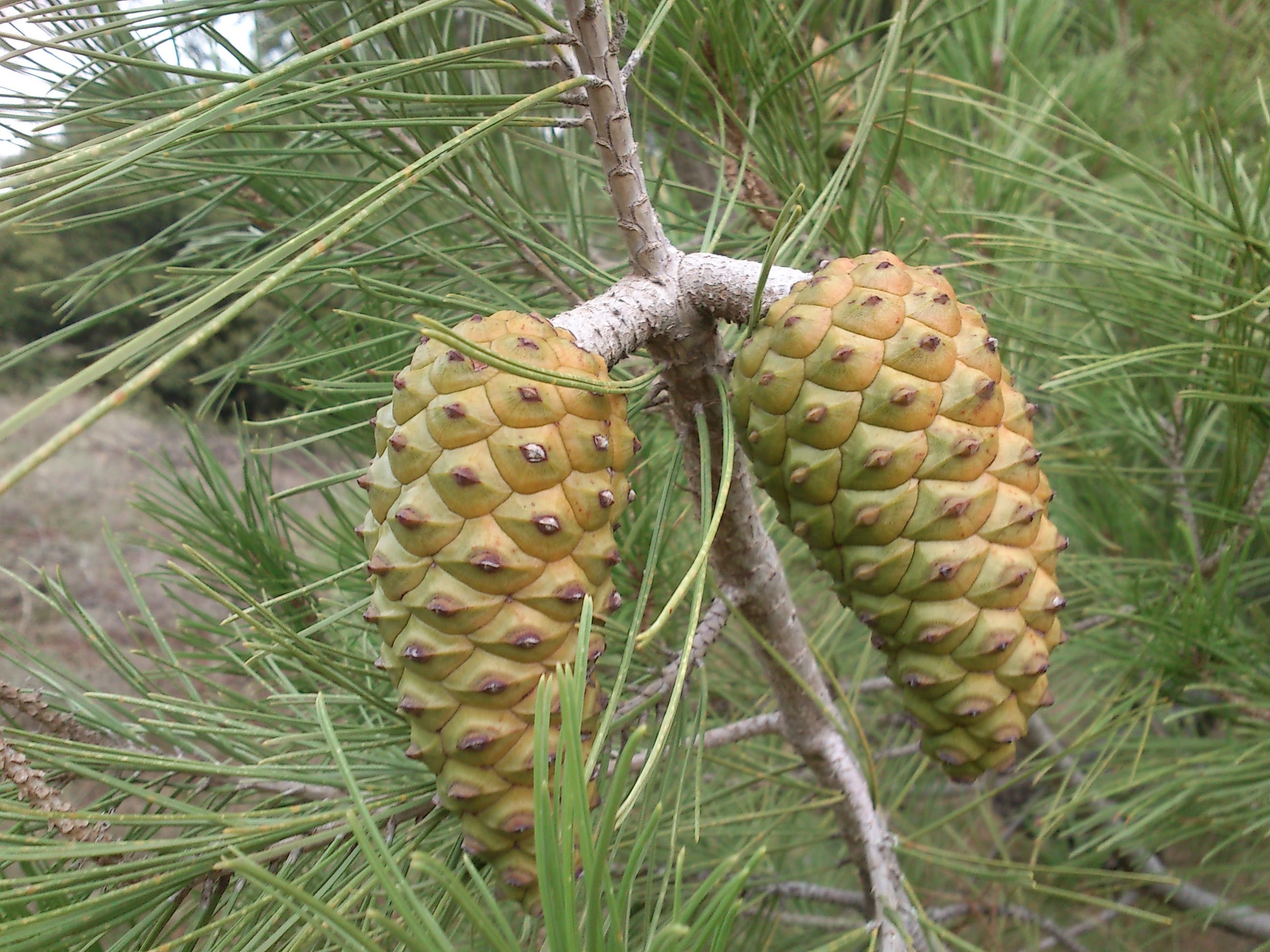
Šišky na stopkách jsou nápadným určovacím znakem
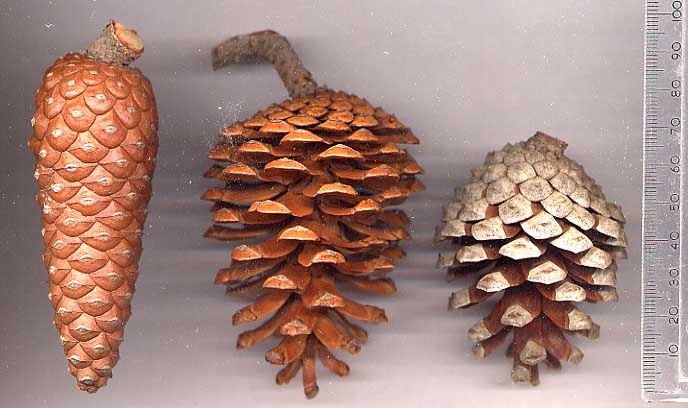
Šišky v různých stádiích zralosti
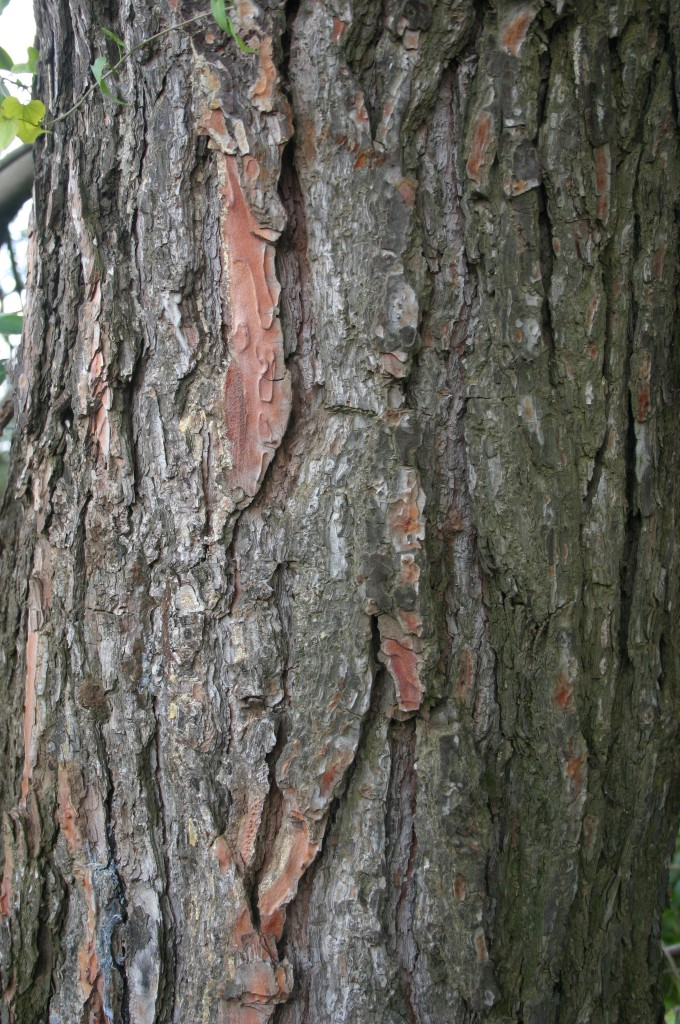
Borka starého stromu
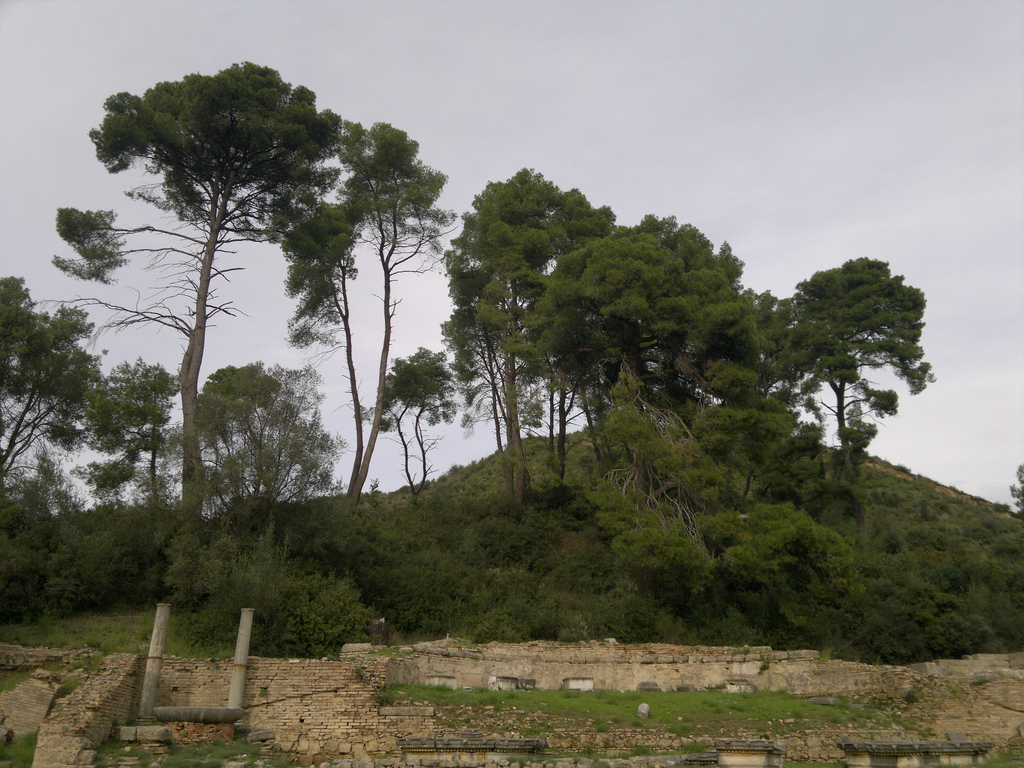
Háj borovice halepské v Řecku